# California Zephyr
Le California Zephyr est un train mythique américain, reliant Chicago à la baie de San Francisco via Omaha, Denver et Salt Lake City aux États-Unis. Il symbolise la Conquête de l'Ouest, entreprise dès les XVIIe et XVIIIe siècles. C'est le second service d'Amtrak le plus long après le Texas Eagle avec un temps de trajet de 51 h 30. Cette route est selon son opérateur la plus pittoresque de son système avec des vues sur la vallée du fleuve Colorado dans les Rocheuses et de la Sierra Nevada. Le train actuel est le second à porter le nom de California Zephyr ; le premier du nom opérait sur une route différente de l'itinéraire actuel.
En 2019, le California Zephyr a transporté 410 844 passagers, un chiffre en baisse de 1,8 % par rapport à l'année précédente. Le revenu de ce service a augmenté de 6,5 % entre 2015 et 2016 passant à 51 950 998 $.

## Historique

### Services précédents

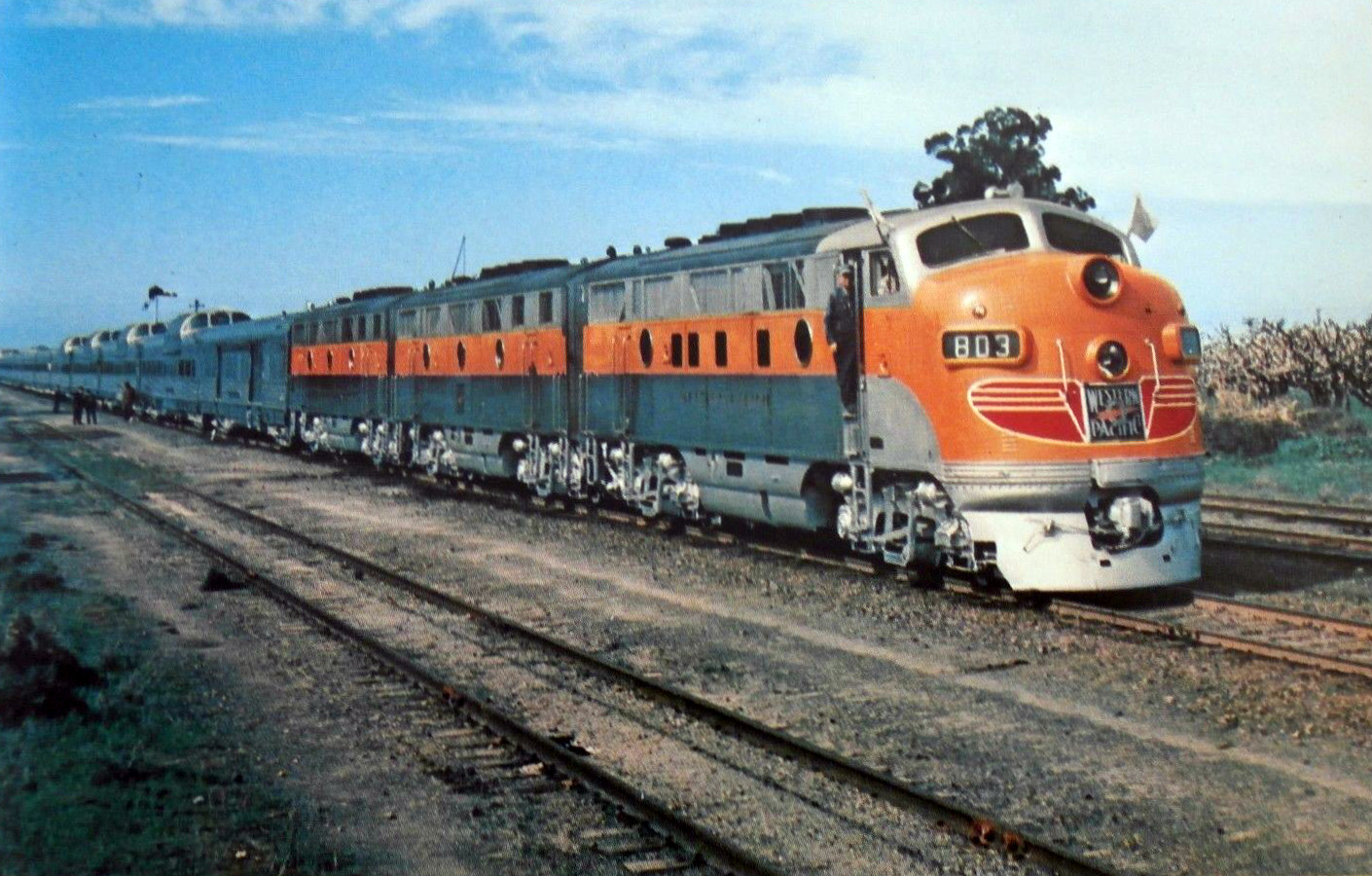
Le California Zephyr à Altamont (Californie) avant son voyage inaugural en 1949.

Avant la création d'Amtrak en 1971, 3 services en concurrence roulaient entre Chicago et la baie de San Francisco avec des connexions en bus vers San Francisco.
- Le California Zephyr était opéré conjointement par les compagnies Chicago, Burlington and Quincy Railroad, Denver and Rio Grande Western Railroad et Western Pacific Railroad entre Chicago et Oakland le long de la ligne appelée aujourd'hui Central Corridor et la Feather River Route via  Omaha, Denver et Salt Lake City. L’inauguration du CZ eut lieu le 19 mars 1949. À l'époque, ce train tout inox, ne comportant que des voitures-lits, des voitures-salons et des voitures-restaurants offrait les premières voitures panoramiques « Vista-Dome » permettant d’admirer le paysage depuis le toit des voitures. Son slogan publicitaire le désignait « comme le train dont on n'a jamais autant parlé ». Dans les années cinquante, il connut un vif succès et la liste de ses voyageurs comportait maintes étoiles d'Hollywood. Sa fréquentation fléchit considérablement à partir des années soixante au profit des déplacements automobiles et aériens. Finalement, il fut supprimé en 1970.
- Le City of San Francisco était exploité par la Chicago, Milwaukee, St. Paul and Pacific Railroad, l'Union Pacific et la Southern Pacific. Inauguré le 14 juin 1936, il reliait également les villes de Chicago et d'Oakland mais via une route permettant de desservir les villes d'Omaha, de Cheyenne et d'Ogden.
- Le San Francisco Chief exploité par l'Atchison, Topeka and Santa Fe Railway reliait Chicago à Richmond mais utilisait une route bien plus au sud que les 2 autres itinéraires. Il desservait les villes de Kansas City, Amarillo et Bakersfield.

En 1971, lors du sauvetage par l'État des services ferroviaires voyageurs abandonnés par les grandes compagnies privées pour cause de déficit, il était prévu de conserver sur son itinéraire initial le California Zephyr, mais la WP et la D&RGW refusèrent de coopérer avec Amtrak. D'une part, la D&RGW souhaitait continuer à exploiter son Denver Zephyr et d'autre part, la WP avait peur qu'une éventuelle augmentation ultérieure du service Amtrak entraîne une saturation de sa ligne à voie unique qui a été construite pour concurrencer la ligne de l'Union Pacific circulant dans le même secteur mais étant à double voie. Il fut donc décidé de créer un nouveau train, le San Francisco Zéphyr  qui passait par les voies de l'Union Pacific à la place de celles de la D&RGW et de la WP.

### Amtrak (1971-Aujourd'hui)

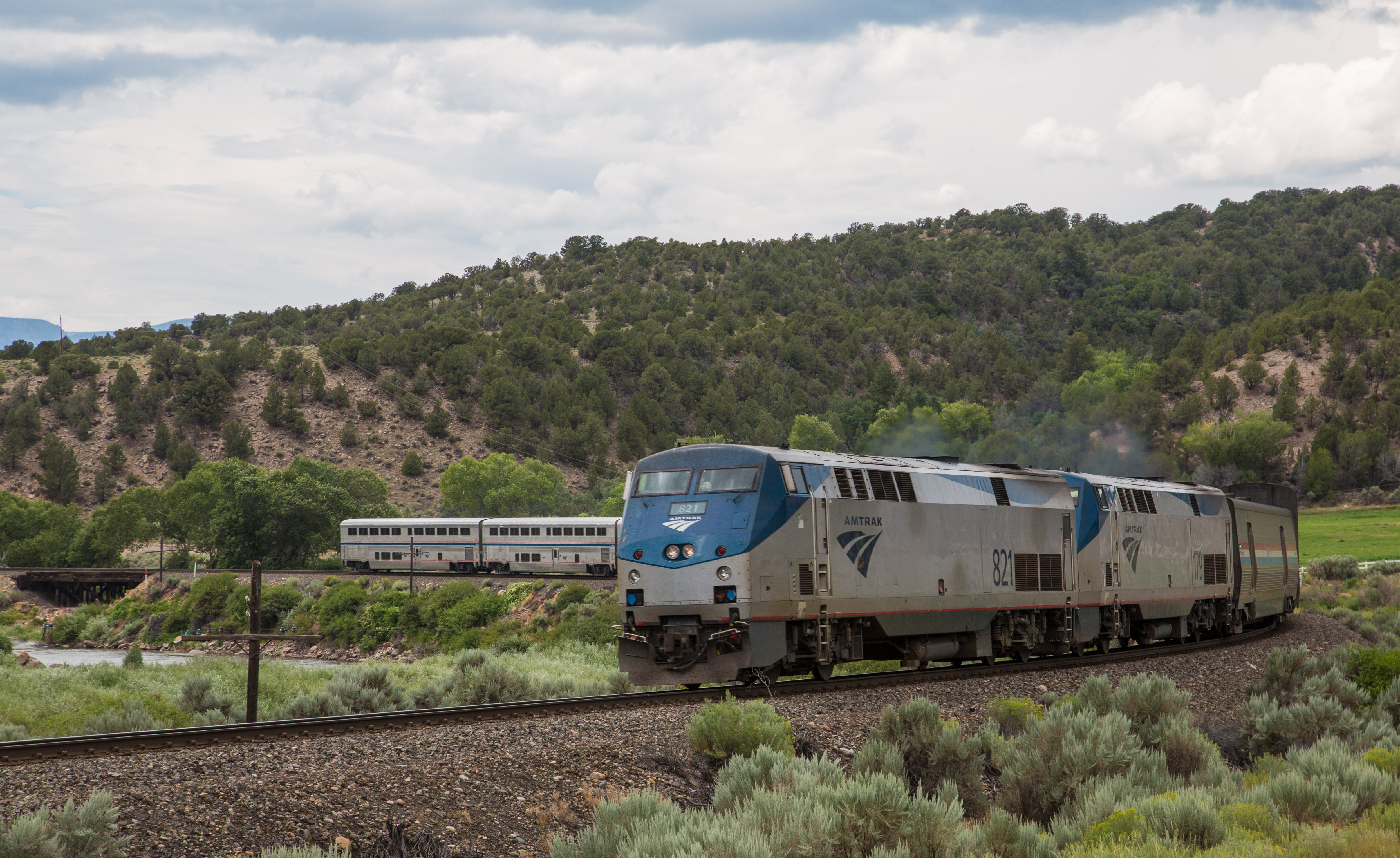
Le California Zephyr longeant le fleuve Colorado dans le Colorado.

Entre le printemps 1971 et l'été 1972, les passagers souhaitant voyager vers la baie de San Francisco devaient voyager sur 2 trains : le Denver Zephyr  qui roulait tous les jours entre Chicago et Denver et le City of San Francisco roulant 3 jours par semaine entre Denver et la baie de San Francisco. Finalement, après plusieurs faux départs, Amtrak décida de fusionner les deux trains et de le renommer San Francisco Zephyr pour rendre hommage à la fois au California Zephyr et au  San Francisco Chief. Ce train circula entre Chicago et Oakland et était quotidien.
En 1983, après l'arrêt du Rio Grande Zephyr entre Denver et Ogden, Utah qui était encore exploité par la compagnie D&RGW à la suite de pertes croissantes dans les opérations passagers, cette dernière décida de rejoindre Amtrak. Cela permit à Amtrak de réacheminer le San Francisco Zephyr sur les voies de la D&RGW entre Denver et Salt Lake City comme le prévoyait le plan de 1971. Le changement était prévu pour le 25 avril 1983 mais une coulée de boue dans l'Utah ferma la ligne et ce changement fut reprogrammé le 16 juillet de la même année. Avec le changement d'itinéraire, Amtrak changea le nom du train en Californian Zephyr qui utilise principalement la même route que son prédécesseur.
Durant les années 1980 et 1990, le California Zephyr en tandem avec le train Pioneer à destination de Seattle et le Desert Wind à destination de Los Angeles. Toutes voitures des 3 trains voyageaient ensemble entre Chicago et Salt Lake City. Cela créait un convoi de 16 voitures tracté par  entre Chicago et Salt Lake City qui était le plus long train à opérer si l'on exclut l'Auto Train. 4 locomotives étaient nécessaires pour l'effort de traction sur les pentes abruptes des Rocheuses. Pour alléger la charge, Amtrak décide de séparer le Pioneer du reste du convoi à Denver tandis que le Desert Wind continue de se séparer du California Zephyr à Salt Lake City. Le Pioneer et le Desert Wind ont cessé de circuler en 1997.
Le terminus du train a été ramené à Emeryville lorsque la gare centrale d'Oakland a fermé le 5 août 1994. Le train a été reprolongé à Oakland avec l'ouverture de la gare Jack London Square le 12 mai 1995. Cependant, ce terminus nécessitait des manœuvres de retournement compliquées le long de voies sur des routes ouvertes en même temps aux voitures. Le terminus fut donc à nouveau ramené en gare d'Emeryville le 26 octobre 1997. Depuis ce jour, départ et arrivée s'effectuent en gare d'Emeryville, en correspondance avec une navette de bus depuis (ou vers) le centre de San Francisco, assurée par Amtrak et intégrée au prix du billet.
En avril 2020, le California Zephyr fut suspendu entre Reno et Denver en raison de la pandémie de Covid-19 en cours. Le service fut rétabli à partir de mai 2020.

## Matériel

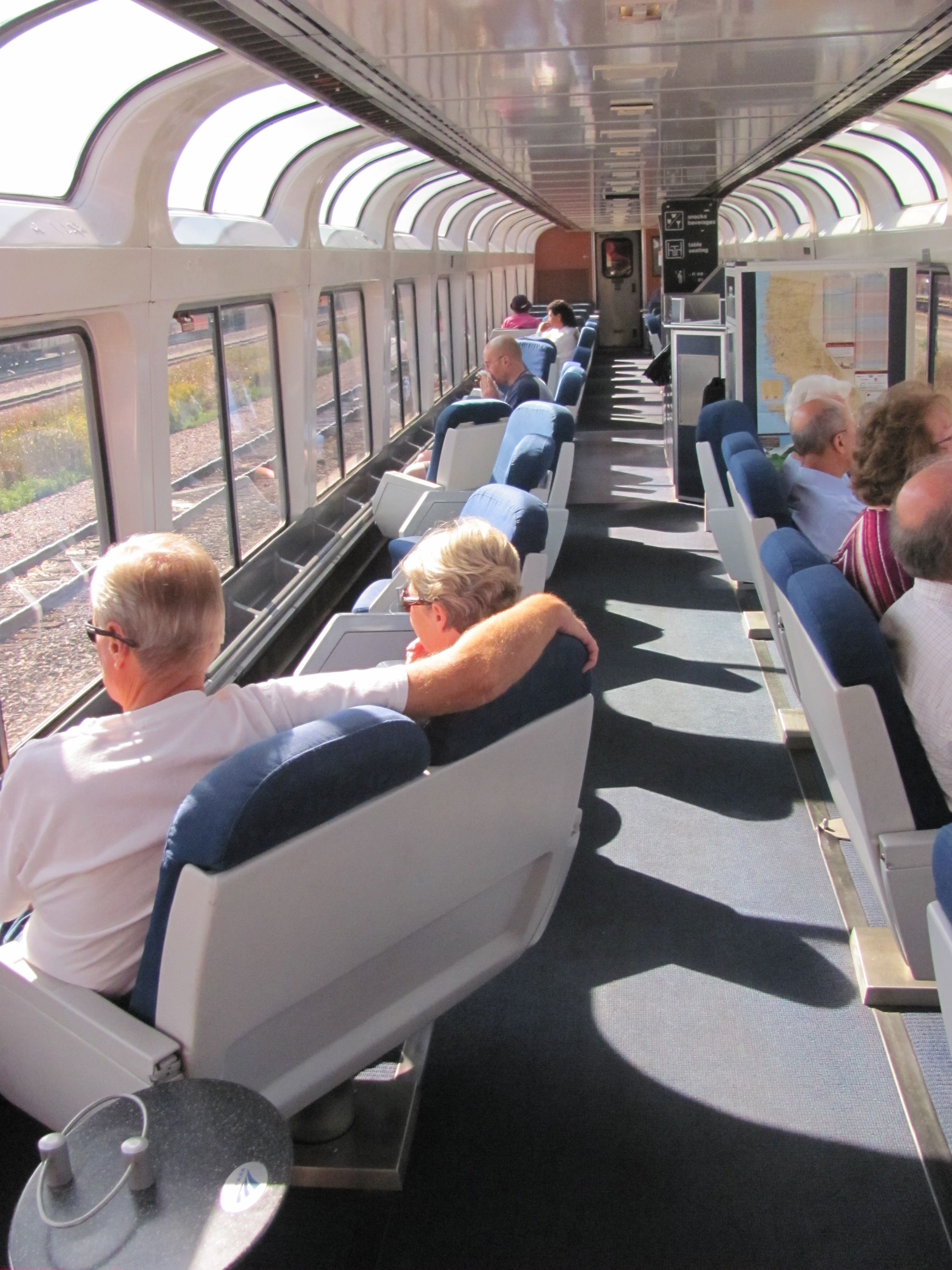
Voiture panoramique du California Zephyr en 2012.

Les rames sont constituées de différents types de voitures à deux niveaux. Les voitures les plus nombreuses (2e classe, dite « coach ») sont équipées de fauteuils inclinables, avec une grande place pour étendre les jambes, confort apprécié étant donné la durée du voyage. Oreillers et couvertures sont gracieusement distribués pour la nuit. Une voiture-salon panoramique, dotée de sièges pivotants pour admirer le paysage, comporte également un comptoir de vente de mets simples et de boissons. Une voiture-restaurant propose des repas de qualité. La 1re classe est représentées par les voitures-lits, proposant des petites cabines pour un ou deux voyageurs (« roomettes »), pour familles et handicapés. Des cabines de luxe (« Double room ») proposent même un coin-salon ainsi qu'une salle d'eau privée avec douche et toilettes. Journaux, boissons chaudes et froides, service de cabinier, ainsi que tous les repas à la voiture-restaurant, sont inclus en 1re classe. Enfin, des voitures sont réservées aux bagages car aux États-Unis, dans certaines gares, un service d'enregistrement des bagages est assuré.
De nos jours, la traction du California Zephyr est assurée par deux locomotives General Electric GEP42DC. En queue de train se trouve un fourgon à bagages Viewliner à un niveau. Les autres voitures utilisées sont des Superliner à deux niveaux comprenant une voiture réservée au personnel et permettant de faire la liaison entre le fourgon à bagages et le reste du train, deux à trois voitures-lits (Classe 1), une voiture restaurant, une voiture Lounge équipée de banquettes et de grandes baies vitrées pour pouvoir observer le paysage et enfin jusqu'à trois voitures avec sièges inclinables (2e classe).

## Itinéraire

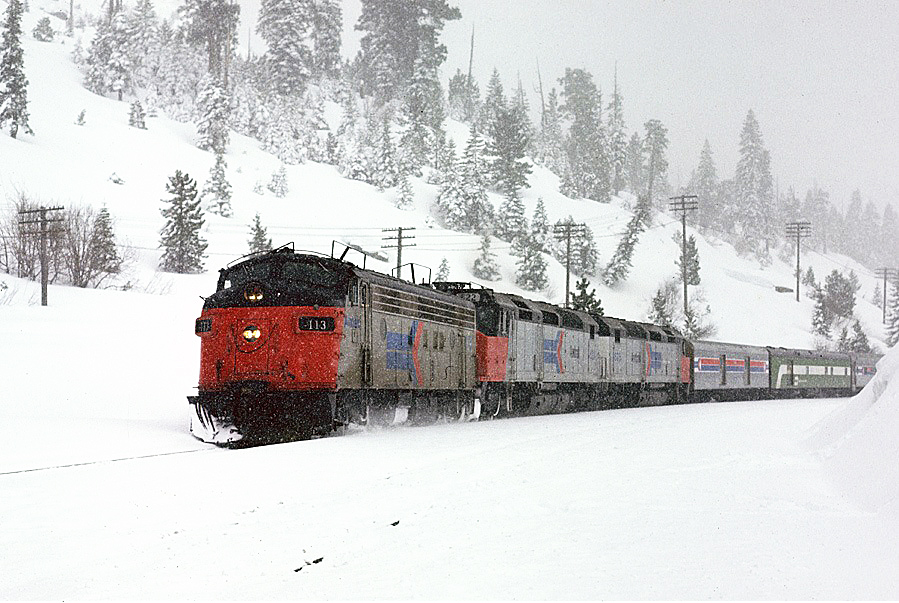
Une locomotive EMD FP7 et deux EMD SDP40F tirent le San Francisco Zephyr du côté est à travers le Yuba Gap en 1975.

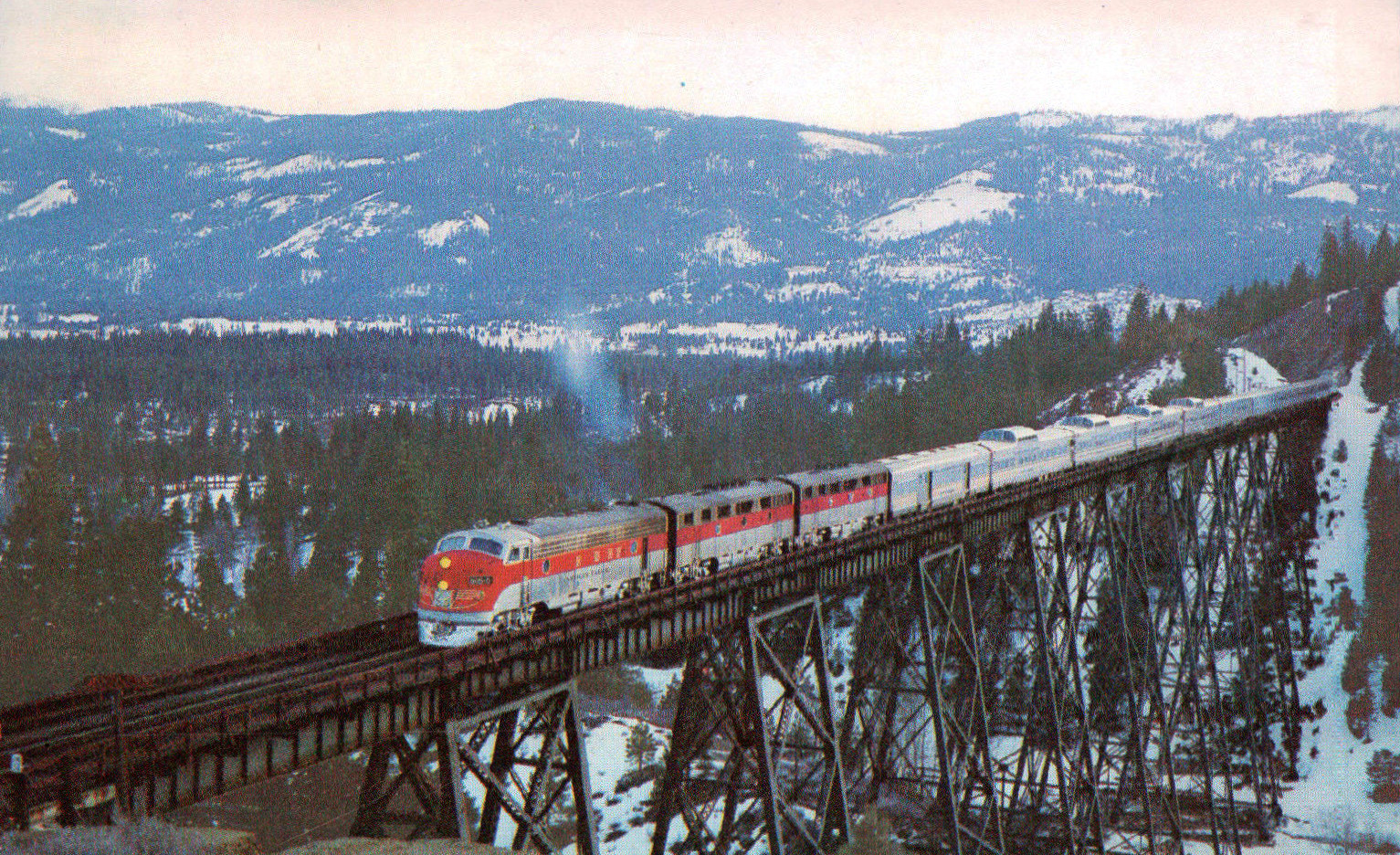
Le California Zephyr dans la Sierra Nevada.

Le California Zephyr  porte le numéro 5 lorsqu'il est à destination d'Emeryville et le numéro 6 lorsqu'il est à destination de Chicago.
Après un départ de la Chicago Union Station, le train se dirige vers le sud-ouest en empruntant les voies de la BNSF Railway avec un arrêt à Naperville. Après un passage sans arrêt à Aurora, le train continue vers le sud-ouest en traversant les étendues agricoles de l'Illinois en s'arrêtant à Princeton et Galesburg. Le train entre dans l'Iowa en traversant le fleuve Mississippi via un le pont ferroviaire à élévation verticale de Burlington avant de marquer un arrêt dans la ville du même nom. Se dirigeant vers l'est, le California Zephyr traverse le sud de l'Iowa en s'arrêtant à Mount Pleasant, Ottumwa, Osceola et Creston. Le train traverse alors le fleuve Missouri marquant la frontière entre l'Iowa et le Nebraska et s'arrête à Omaha. Le California Zephyr continue sa route au crépuscule en traversant le sud du Nebraska et le nord-est du Colorado en marquant plusieurs arrêts nocturnes avant de faire une arrivée matinale à Denver.
À Denver, le California Zephyr passe sur des voies du Central Corridor appartenant à l'Union Pacific. La ligne traverse la ligne de partage des eaux entre le Pacifique et le golfe du Mexique via le Moffat Tunnel d'une longueur de 10 km passant sous James Peak. En quittant le Moffat Tunnel, le train suit le fleuve Colorado entre Winter Park Resort et Ruby Canyon, endroit où le train rentre dans l'Utah.
Une fois dans l'Utah, le California Zephyr longe les Book Cliffs jusqu'à leur extrémité près d'Helper. Le train traverse alors la chaîne de montagnes Wasatch via la ville de Soldier Summit (en) avant de descendre pour arriver à Salt Lake City.
De Salt Lake City à Emeryville, l'itinéraire du California Zephyr suit d'abord l'Interstate 80, longeant de nuit la rive sud du Grand Lac Salé et traversant les plaines de sel de Bonneville tout en se dirigeant vers le Nevada. Après être entré dans le Nevada à Wendover, les voies passent par la chaîne de montagne Toano via le col de Silver Zone, à travers la vallée de Goshute puis utilise les tunnels sous les montagnes Pequop et enfin longe les montagnes Ruby au lever du jour.
La ligne atteint alors la rivière Humboldt près de la ville de Wells qu'elle suit jusqu'à son embouchure dans le désert de sel de Humboldt. Ici les voies traversent le centre du Forty Mile Desert (en). De l'autre côté de ce désert, se trouve la rivière Truckee que le train suit jusqu'à la Sierra Nevada en Californie tout en passant par la ville de Reno.
Une fois en Californie, la ligne longe le lac Donner avant d'atteindre le col Donner, point culminant de la ligne dans la Sierra Nevada. Par la suite, la ligne descend le long d'une crête entre les rivières American et Yuba. Les voies atteignent la vallée centrale de Californie et longent la Baie de San Pablo avec un arrêt à Sacramento et Davis. Après avoir traversé le pont Benicia, le train marque un arrêt à Martinez et Richmond. Le voyage prend fin à Emeryville dans la banlieue de San Francisco. De là, les passagers peuvent utiliser un bus gratuit affrété par Amtrak pour se rendre dans le centre de San Francisco ou prendre un autre train Amtrak tel que le Coast Starlight pour Seattle ou Los Angeles, les trains du Capitol Corridor pour Auburn ou San José ou encore le San joaquin pour Bakersfield.

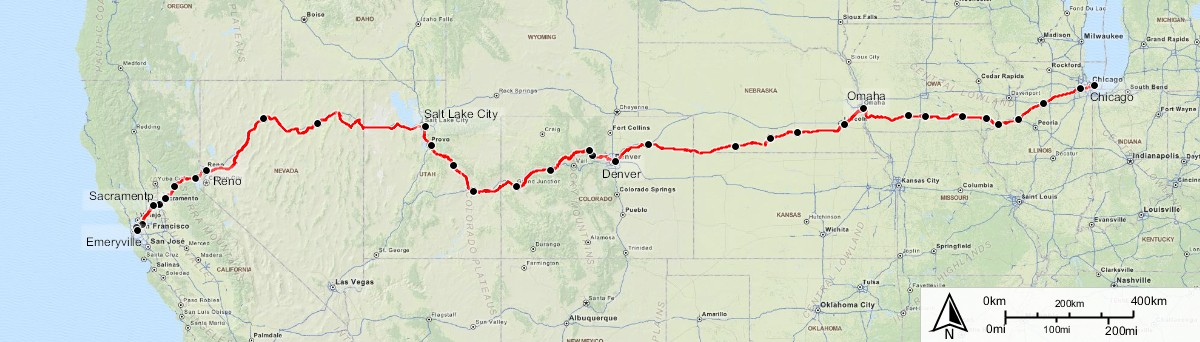
Carte du California Zephyr

La ligne California Zephyr est connue pour la diversité des paysages qu'elle traverse, notamment :
- les montagnes Rocheuses
- la Sierra Nevada
- le Moffat Tunnel
- les Canyons Gore, Byers et Glenwood du Colorado
- Winter Park
- la rivière Truckee
- le lac Donner
- la baie de San Pablo et Carquinez Strait

## Gares desservies

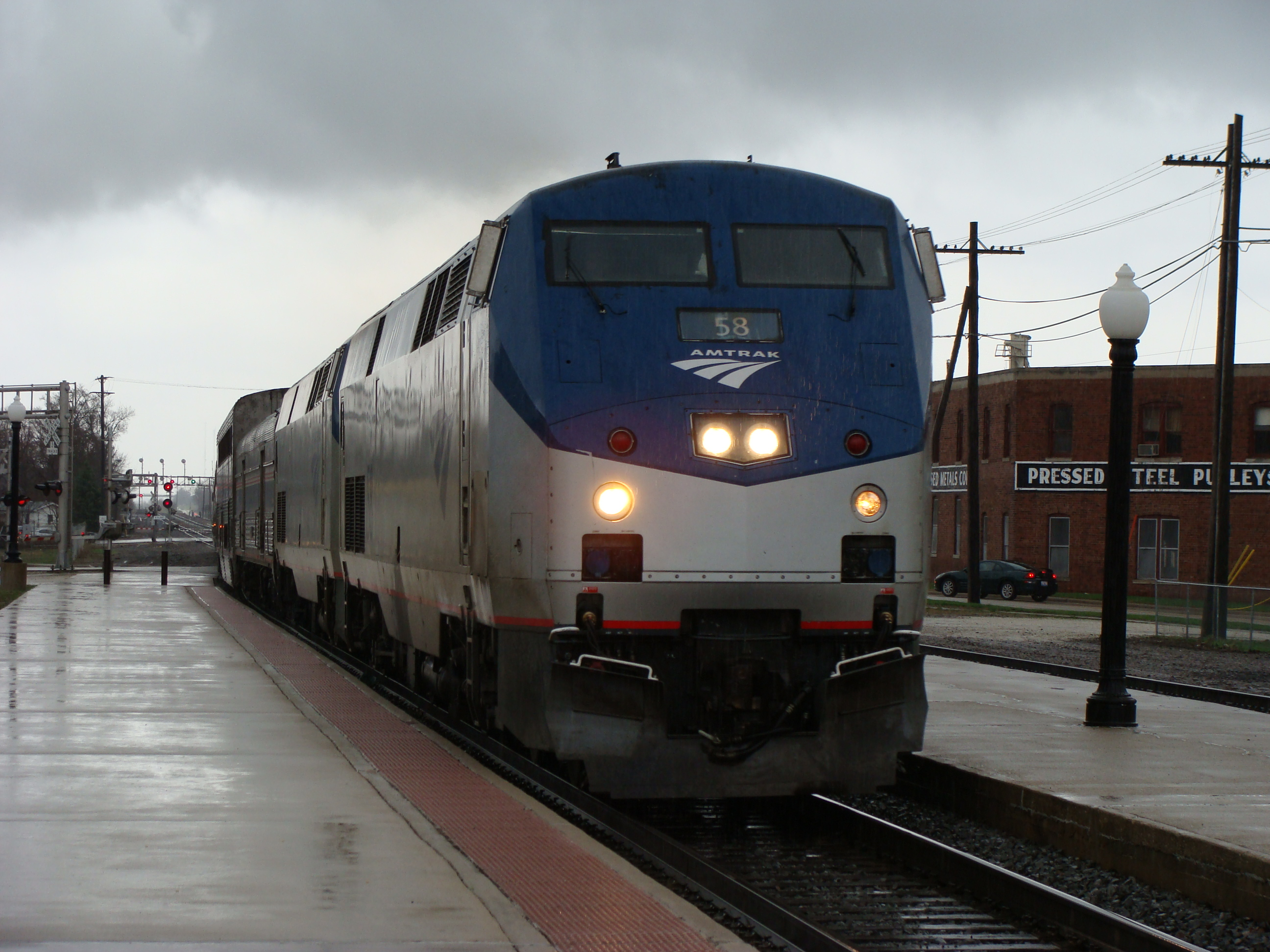
Le California Zephyr arrivant en gare de Galesburg (Illinois) en 2008.

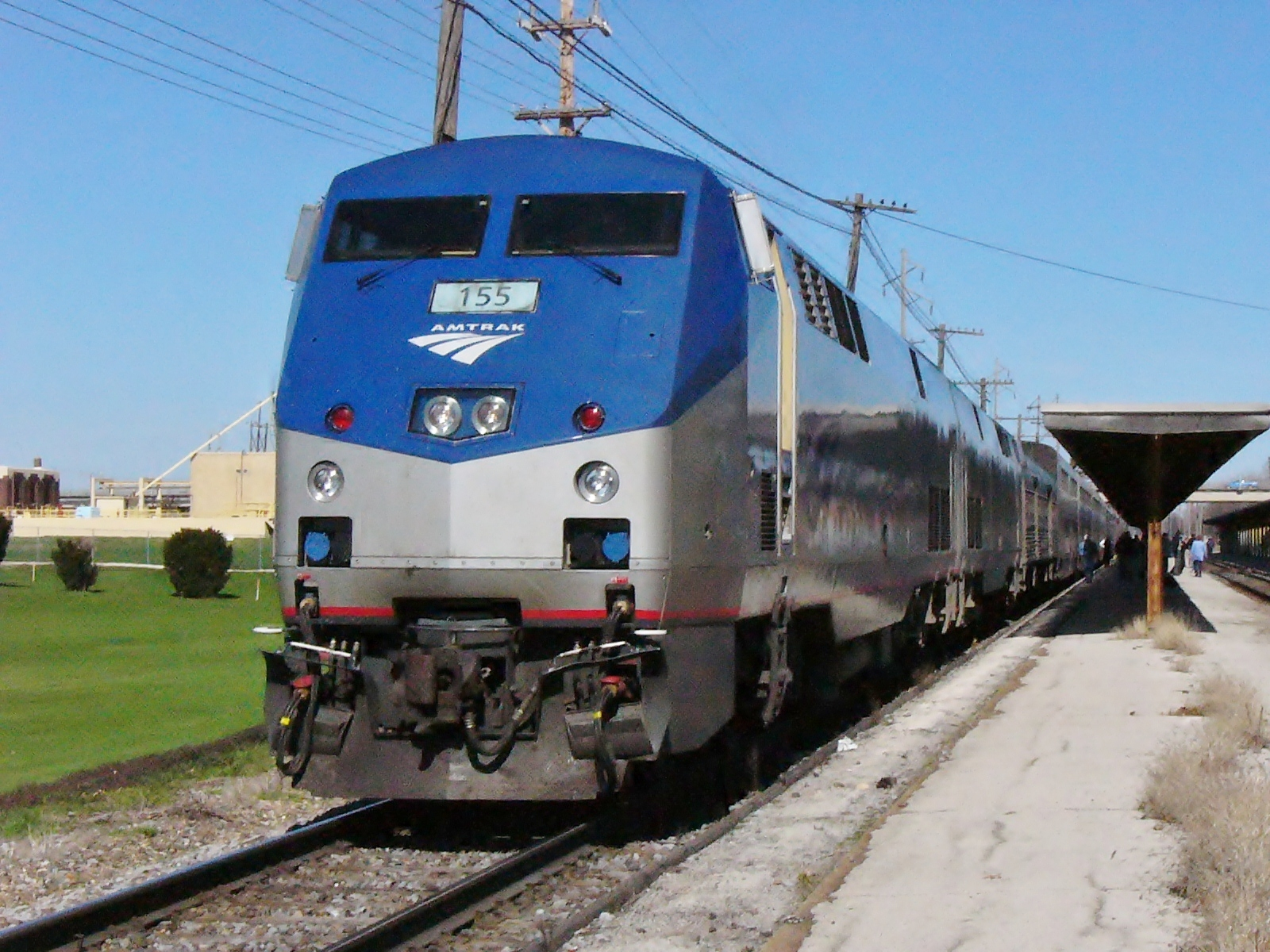
Le California Zephyr en gare d'Omaha (Nebraska) en 2006.

Au 20 juillet 2017, la liste des stations desservies est la suivante :
- Chicago, IL - Union Station (CHI)
- Naperville, IL (NPV)
- Princeton, IL (PCT)
- Galesburg, IL (GBB)
- Burlington, IA (BRL)
- Mt. Pleasant, IA (MTP)
- Ottumwa, IA (OTM)
- Osceola, IA (OSC)
- Creston, IA (CRN)
- Omaha, NE (OMA)
- Lincoln, NE (LNK)
- Hastings, NE (HAS)
- Holdrege, NE (HLD)
- McCook, NE (MCK)
- Fort Morgan, CO (FMG)
- Denver, CO (DEN)
- Fraser-Winter Park, CO (WIP)
- Granby, CO (GRA)
- Glenwood Springs, CO (GSC)
- Grand Junction, CO (GJT)
- Green River, UT (GRI)
- Helper, UT (HER)
- Provo, UT (PRO)
- Salt Lake City, UT (SLC)
- Elko, NV (ELK)
- Winnemucca, NV (WNN)
- Reno, NV (RNO)
- Truckee, CA (TRU)
- Colfax, CA (COX)
- Roseville, CA (RSV)
- Sacramento, CA (SAC)
- Davis, CA (DAV)
- Martinez, CA (MTZ)
- Richmond, CA (RIC)
- Emeryville, CA (EMY)